# Ancêtre
Pour les articles homonymes, voir Ancêtre (homonymie).

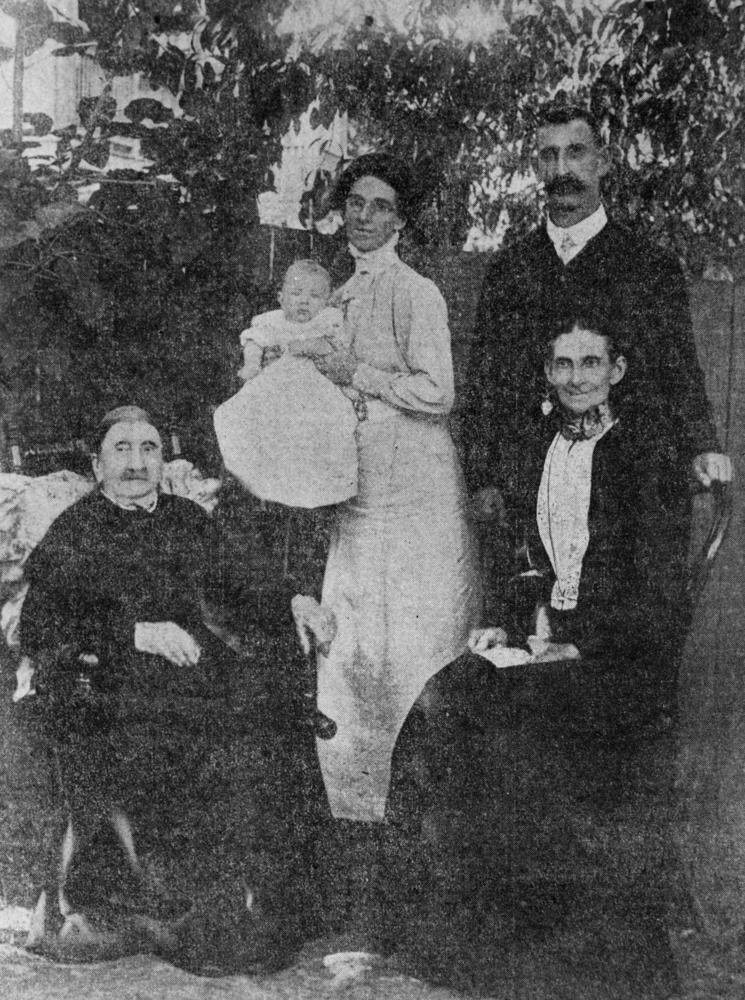
Portrait de la famille Crouch en 1912 montrant cinq générations.

Un ancêtre est soit le père ou la mère, soit de façon récursive le père ou la mère d'un ancêtre (grand-parent, arrière-grand-parent, etc.), habituellement ascendants issus d'un même clan ou d'une même tribu.

## Terminologie
Les termes « aïeul », au féminin « aïeule », au pluriel « aïeuls », désignent les grands-parents ; le pluriel « aïeux » désigne les ancêtres.
Les bisaïeuls (8 ancêtres) et les trisaïeuls (16 ancêtres)  sont respectivement les arrière-grands-parents et les arrière-arrière-grands-parents. Les termes  utilisés pour les degrés suivants sont les quartaïeuls ou quadrisaïeuls (32 ancêtres), les quintaïeuls  ou quinquisaïeuls (64 ancêtres), les sextaïeuls ou sexaïeuls (128 ancêtres), les septaïeuls (256 ancêtres), les octaïeuls (512 ancêtres), les nonaïeuls (1024 ancêtres) et les décaïeuls (2048 ancêtres). Les termes pour les degrés suivants sont rarement utilisés.

## Croyances, rites et cultes
Certaines cultures accordent un grand respect aux ancêtres, morts ou vivants. Certaines pratiquent même le culte des ancêtres, sollicitant en faveur des vivants l'intervention providentielle des ancêtres décédés, souvent issus du même clan ou de la même tribu (voir ethnologie). Le lien de parenté peut être de nature biologique ou symbolique. Dans certaines cultures traditionnelles, les ancêtres communiqueraient avec les vivants par le rêve.

## Progression théorique du nombre des ascendants et dernier ancêtre commun
Il est possible de calculer théoriquement le nombre d'ascendants remontant à plusieurs siècles pour tout individu. Ainsi, pour un individu vivant au XXe siècle, il est aisé de calculer le nombre des ancêtres qu'il possède au temps de Charlemagne : 1 200 ans le séparent de l'empereur carolingien, soit 48 générations de 25 ans, ce qui donne théoriquement 248 ancêtres, soit approximativement 1014 aïeux. En admettant que la population humaine était alors de 108 individus, on en déduit théoriquement que chaque contemporain de Charlemagne est en moyenne 106 fois l'ancêtre de n'importe quel individu vivant au XXe siècle, et 1010 l'ancêtre de n'importe quel individu vivant au début du XXIe siècle. De plus, ce chiffre est sous-évalué dans la mesure où certains contemporains de Charlemagne n'ont pas laissé de descendance. « Par conséquent, nous sommes tous les descendants de Charlemagne ». Ce calcul mathématique est théorique car on découvre que chacun aurait beaucoup plus d'ancêtres en l'an 800 sous Charlemagne que le monde entier ne comptait d'êtres humains à cette époque. Ce décalage surprenant s'explique par le phénomène de l'implexe et le peu de mobilité géographique des populations autrefois : les mariages entre cousins plus ou moins éloignés font qu'un même couple d'ancêtres peut apparaître plusieurs fois dans un même arbre généalogique. Ce phénomène réduit considérablement le nombre réel d'ancêtres différents. Le record est sans doute détenu par le roi Louis XV, qui n'avait par exemple à la douzième génération que 190 ancêtres différents au lieu des 212 que le calcul théorique annonce, par le jeu des mariages consanguins (interdiction par l'Église de l'union entre cousins jusqu'au cinquième degré, mais elle accordait très facilement les dispenses aux familles royales). Compte tenu de la descendance nombreuse de Charlemagne et saint Louis, les généalogistes considèrent qu'un Français, ayant-au moins- une origine européenne, sur dix aujourd'hui descend de saint Louis et neuf sur dix de Charlemagne. En tenant compte des flux migratoires du passé, de la tendance à se reproduire au sein de son propre groupe social  et non de manière aléatoire parmi tous les membres de l'espèce, ainsi qu'événements historiques, un modèle mathématique théorique prévoit que le dernier individu ancêtre commun de tous les humains vivant aujourd'hui aurait vécu il y a entre 2 000 et 5 000 ans. D'autres modèles rapportés par une autre étude suggèrent que le dernier ancêtre commun aux Européens de l'Ouest aurait vécu vers l'an 1000.